# 封释
封释（?—310年），勃海郡蓨县（今河北省衡水市景县）人，西晋官员。

## 生平
永嘉三年（309年），辽东郡太守庞本杀死与自己素有怨恨的东夷校尉李臻，西晋朝廷以封释继任东夷校尉，庞本又谋划杀死封释。封释的儿子封悛劝说封释邀请庞本来时埋伏士兵，封释将庞本收捕后斩首，诛杀庞本全家。
永嘉四年（310年），辽东郡边塞的鲜卑两个部族素喜连、木丸津以替李臻报仇为名义，攻克西晋的各个边境县，杀死和掠夺百姓，辽东郡太守袁谦多次战败，封释无法讨伐，向鲜卑求和，素喜连和木丸津不同意。
永嘉四年（310年），封释患病，将孙子封弈托付给慕容部的慕容廆。

## 家族

### 祖父
- 封仁，曹魏侍中[7]